# Сітміші
Сітміші́ (рос. Ситмиши, чув. Çитмĕш) — присілок у складі Урмарського району Чувашії, Росія. Входить до складу Кульгеського сільського поселення.
Населення — 217 осіб (2010; 254 у 2002).
Національний склад:
- чуваші — 97 %